# Saltburn-by-the-Sea
För andra betydelser, se Saltburn.
Saltburn-by-the-Sea är en stad i civil parish Saltburn, Marske and New Marske, i kommunen Redcar and Cleveland, i grevskapet North Yorkshire, i England. Orten har 5 912 invånare (2001). Saltburn by the Sea var en civil parish 1894–1974 när blev den en del av Saltburn and Marske by the Sea. Civil parish hade 5 708 invånare år 1961.